# Saturnino Gómez Escribano
Saturnino Gómez Escribano (1807-1879) fue un jurista, profesor y político español.

## Biografía
Nació en la localidad palentina de Carrión de los Condes el 11 de febrero de 1809. Estudió la carrera de Leyes hasta obtener el título de doctor en la Universidad de Valladolid, y más tarde figuró entre los profesores de la misma, encargándose de las cátedras de Procedimientos, Práctica forense y Economía política. En 1854 fue nombrado diputado tercero de la Junta de gobierno del Colegio de Abogados de la ciudad mencionada, individuo luego de la Comisión de Monumentos históricos y artísticos, siendo destinado al tomar posesión del cargo a la primera Sección de Bibliotecas y Archivos y a la tercera de Arquitectura y Arqueología, y por último alcalde de Valladolid e individuo de honor de la Real Academia de la Purísima Concepción. Murió el 20 de octubre de 1879 en Valladolid.

## Obras
- Oración inaugural pronunciada para la solemne apertura del curso de 1852 a 1853 en la Universidad Literaria de Valladolid, por el Doctor Don Saturnino Gómez Escribano, Catedrático de Procedimientos y Práctica forense. Valladolid: Imprenta de D. Manuel Aparicio. 1852. 8.° m., de 24 págs. Expone las obligaciones y deberes de las personas dedicadas a la enseñanza para con la sociedad y la juventud.[1]